# (6535) Archipenko
(6535) Archipenko es un asteroide perteneciente al cinturón de asteroides descubierto el 17 de octubre de 1960 por Cornelis Johannes van Houten en conjunto a su esposa también astrónoma Ingrid van Houten-Groeneveld y el astrónomo Tom Gehrels desde el Observatorio del Monte Palomar, Estados Unidos.

## Designación y nombre
Designado provisionalmente como 3535 P-L. Debe su nombre a Oleksandr Arjípenko (1887–1964), escultor ucraniano-estadounidense. Fue el primero en transformar el estilo cubista y abstracto de las pinturas en esculturas figurativas (arte plástico). Estudió primero en Kiev, luego en París y Berlín, emigrando a los EE. UU. en 1923. Entre sus obras se encuentran La reina de Saba y El rey Salomón.

## Características orbitales
Archipenko está situado a una distancia media del Sol de 2,420 ua, pudiendo alejarse hasta 2,850 ua y acercarse hasta 1,990 ua. Su excentricidad es 0,178 y la inclinación orbital 12,246 grados. Emplea 1375,24 días en completar una órbita alrededor del Sol.

## Características físicas
La magnitud absoluta de Archipenko es 13,04. Tiene 9,027 km de diámetro y su albedo se estima en 0,167.